# Метафосфорна киселина
Метафосфорна киселина ((HPO3)3, 339) је неорганска циклична киселина фосфора. Њен анхидрид је фосфор(V)-окисд. Мономер код ове киселине је HPO3 а она као таква представља најнижи полимер (има 3 мономера).

## Структура
Зато што су крајеви метафосфорне киселине сабијени, она се од триполифосфорне киселине (H5310) разликује за H2O. Њен облик је цикличан, где главни шестоугаони прстен чине атоми фосфора и кисеоника повезани једноструким везама а за атоме у шестоуглу се везују двоструком везом кисеоник (3) и OH група (3). Због такве структуре, припада класи тробазних киселина.

## Једињења и реакције
Ова киселина ће дисосовати на 3 водоникова катјона и киселински остатак. Тај киселински остатак гради соли које се зову метафосфати. Пример једињења са таквим (P393-) анјоном је натријум-хексаметафосфат (Na6618) који се користи као адитив у прехрамбеној индустрији.
Она се раствара се у води, при чему стајањем раствора постепено прелази у фосфорну киселину.
Метафосфорна киселина (као мономер) настаје дехидратацијом пирофосфорне киселине по следећој једначини:
А њеном дехидратацијом се добија њен анхидрид, фосфор(V)-оксид:

## Мере предострожности
Триметафосфорна киселина је веома отровна као што гради такође веома отровне соли. Иритира дисајни тракт а симптоми су упала грла и отежано дисање. Уколико је унесена путем хране узрокује упале у устима и грлу као и повраћање и бол у стомаку. Такође је опасна и у контакту са кожом где изазива упале и бол. При извођењу огледа у лабораторији препоручљиво је користити заштитне наочаре, лабораторијски матил и добре рукавице.

## Употреба и улога
Као и друге киселине фосфора, најчешће се користи у производима домена пољопривреде. Биљке своје потребе за фосфором задовољавају преко фосфорне и метафосфорне киселине. Предложен је и метод титрације и екстракције витамина Ц (аскорбинске киселине) посредством ове киселине.